# NGC 7133
NGC 7133 is een niet-bestaand object in het sterrenbeeld Cepheus. Het hemelobject werd op 18 september 1884 ontdekt door de Franse astronoom Guillaume Bigourdan.